# Взрыв УФСБ Надтеречного района
Подрыв УФСБ Надтеречного района Чеченской Республики произошел 12 мая 2003 года в селе Знаменском — центре Надтеречного района Чеченской Республики. Тогда трое смертников, включая двух женщин, подорвали начинённый взрывчаткой КамАЗ у здания Управления Федеральной службы безопасности по Чеченской Республике. При взрыве погибло по меньшей мере 59 человек и было ранено свыше 200 человек, преимущественно гражданских лиц.
За ним стоит Аслан Масхадов. Он и его сторонники для совершения своего чудовищного преступления специально выбрали самый стабильный район республики. Их цель — посеять панику среди людей, сорвать набирающий после референдума обороты политический процесс. 
Кадыров, Ахмат Абдулхамидович
Президент самопровозглашённой Чеченской Республики Ичкерия Аслан Масхадов, однако, отрицал свою причастность к произошедшему и осудил теракт.
Ответственность за подрыв была возложена на чеченского полевого командира Хож-Ахмеда Душаева, однако официальных обвинений не последовало. Душаев был убит в Ингушетии в июне 2003 года.